# Batu Sundung (Padang Bolak)
Batu Sundung is een bestuurslaag in het regentschap Padang Lawas Utara van de provincie Noord-Sumatra, Indonesië. Batu Sundung telt 346 inwoners (volkstelling 2010).